# John Cowper Powys

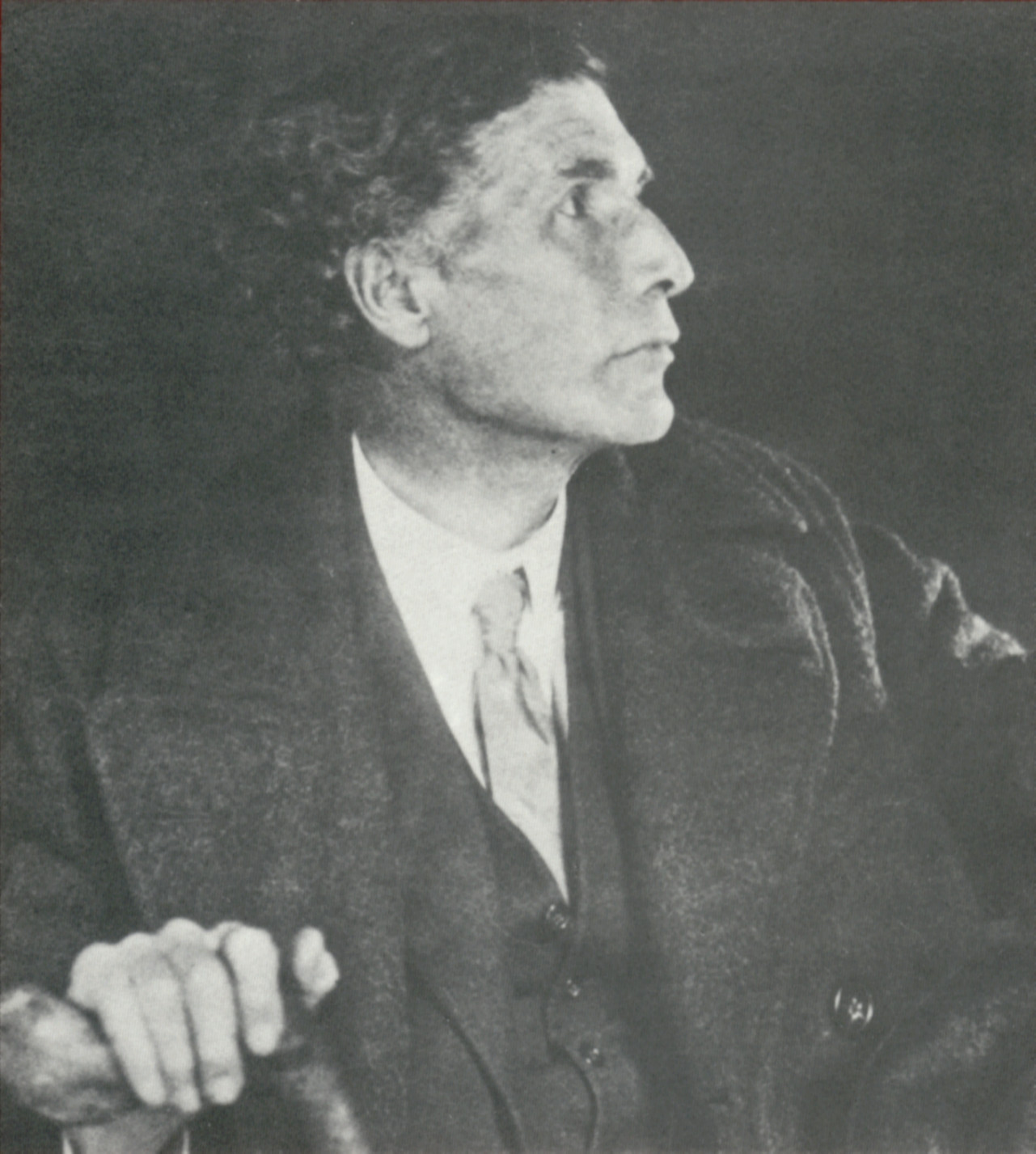
John Cowper Powys (ca. 1930)

John Cowper Powys [dʒɒn ˌkuːpɚ ˈpoʊɪs] (* 8. Oktober 1872 in Shirley, Derbyshire; † 17. Juni 1963 in Blaenau Ffestiniog, Wales) war ein walisischer Dichter und Schriftsteller. Er verfasste Lyrik, Essays, umfangreiche Romane sowie philosophische Schriften. Zwischen 1915 und 1957 veröffentlichte er beinahe jedes Jahr eines seiner umfangreichen Bücher. Er gab sich in seinen Werken als ironischer Skeptiker, der selbst die eigene Weltanschauung immer wieder in Frage stellt. Powys war bekennender Polytheist und zugleich überzeugter Agnostiker auf der Suche nach poetischem und nicht spirituellem Sinn. Elke Heinemann nennt ihn einen „englische[n] Dostojewski“ und das „unbekannteste Genie des 20. Jahrhunderts“.

## Leben und Werk

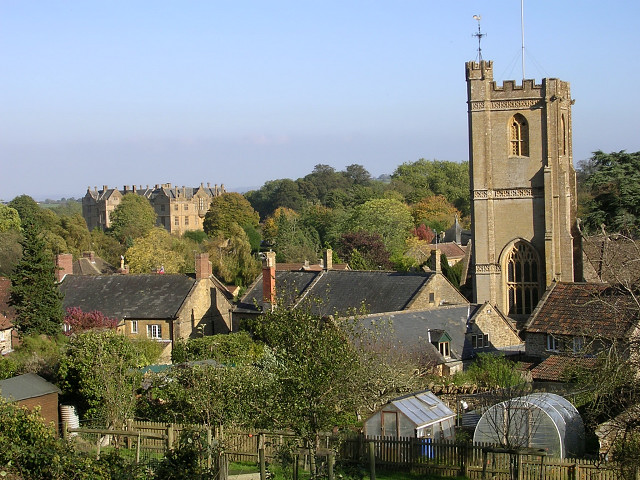
Montacute, wo Powys seine Kindheit verbrachte

John Cowper Powys’ Vater war Vikar in Derbyshire. Seine Mutter war eine Nachfahrin des Dichters William Cowper, dem er seinen zweiten Vornamen verdankt. Er war der älteste Sohn einer vielköpfigen Künstlerfamilie, mit allein zehn Geschwistern. Seine Großmutter väterlicherseits stammte aus der Schweiz. Die Urgroßmutter mütterlicherseits aus der Hamburger jüdischen Familie Livius. Ein anderer Vorfahre war der Dichter John Donne.
John Cowper Powys’ beide Brüder Llewelyn Powys und Theodore Francis Powys wurden bekannte Schriftsteller ihrer Zeit. Andere seiner Geschwister ergriffen ebenfalls eine künstlerische Laufbahn – seine Schwester Gertrude war Malerin und Philippa war ebenfalls Dichterin. Seine Kindheit verbrachte er im Dorf Montacute in Somerset. Diese südenglische Landschaft bildete später den geografischen Hintergrund seiner Romane. Powys besuchte das Internat Sherborne School und studierte am Corpus Christi College (Cambridge) Geschichte. Mit 24 Jahren veröffentlichte er mit Odes and Other Poems eine erste Sammlung von Gedichten, die er selbst als „konventionell und nachgeahmt“ bezeichnete. Bevor er ab der Jahrhundertwende mit literarischen Vorträgen seinen Lebensunterhalt verdiente, unterrichtete er als Lehrer in Sussex. 1896 heiratete er Margarete Alice, mit der er einen Sohn hatte. Nach der Trennung des Ehepaares blieb er ihr jedoch weiter verbunden und unterstützte sie bis zu ihrem Tod 1947. Sein Sohn Littleton wurde anglikanischer Priester.
John Cowper Powys unternahm ausgedehnte und erfolgreiche Vortragsreisen – zuerst in England, danach in Kontinentaleuropa und zuletzt in den USA, wo er von 1904 bis 1934 lebte. Allabendlich schlüpfte er in die Rolle seiner literarischen Idole Dostojewski, Whitman, Homer, Goethe und Shakespeare, um einem Massenpublikum deren Werke nahezubringen. Charlie Chaplin, den er 1921 bei Dreharbeiten beobachtet hatte,  mit seiner humoristisch-tragischen Gestik war dabei eines seiner großen Vorbilder. In ihm erkannte er das eigene Ideal einer vollständigen Individualität.
Powys nahm wiederholt an öffentlichen Streitgesprächen teil. Legendär sind seine Diskussionen mit G. K. Chesterton und G. B. Shaw. Mit Bertrand Russell diskutierte er vor 2000 Zuhörern über „die moderne Ehe“. „Alle mochten wir Mr. Russell sehr gern, hielten aber nichts von seinen Argumenten! Er hielt das Thema auf einer humorvollen Ebene. Es war nicht wirklich spannend.“
Im Verfahren wegen angeblicher Obszönität des Romans Ulysses von James Joyce trat er – trotz seiner Abneigung gegen den irischen Schriftsteller – als Verteidiger auf. Der Revolution in Spanien und insbesondere dem katalanischen Anarchismus brachte er große Sympathien entgegen. Die Anarchistin und Feministin Emma Goldmann erwähnte ihn in ihrer Autobiografie voller Anerkennung und der Schriftsteller Theodore Dreiser setzte sich für ihn ein. Simone de Beauvoir nannte seinen Roman Wolf Solent „eine Offenbarung“.
Sein ruheloses Leben war begleitet von gesundheitlichen Sorgen – immer wieder hatte er Probleme mit dem Magen und einem Zwölffingerdarmgeschwür, was ihn zu einer strengen Diät zwang, aber auch eine Anregung seiner Kreativität darstellte. Nachdem Powys sich 1929 von der Hektik seiner Vortragsreisen nach Columbia County nördlich von New York zurückgezogen hatte, schrieb er dort innerhalb kürzester Zeit und im fortgeschrittenen Alter seine auch in Deutschland erfolgreichsten Romane: Wolf Solent, Glastonbury Romance und Der Strand von Weymouth. Seine Bücher sind ungewöhnlich umfangreich – er verabscheute Kurzgeschichten.
Am 1. Juni 1929 begann er auf seiner jährlichen Europareise mit der Niederschrift eines Tagebuchs, das von Beginn an für die Veröffentlichung vorgesehen war und auszugsweise auch in deutscher Sprache postum erschien. Es umfasst den Zeitraum bis 1939 und damit die produktivste Zeit seines Lebens. Ungewöhnlich offen befasst er sich darin mit seinen zwanghaften Ritualen, seinem heimlichen Sadismus und seinem obsessiven Verhältnis gegenüber seinen Krankheiten. Der englische Originaltitel Petrushka and the Dancer. bezieht sich auf das Ballett Strawinskis bzw. den Namen des volkstümlichen russischen Kaspers, den ihm seine Lebensgefährtin, die 22 Jahre jüngere Phyllis Playter (von ihm T.T. genannt) gegeben hatte.

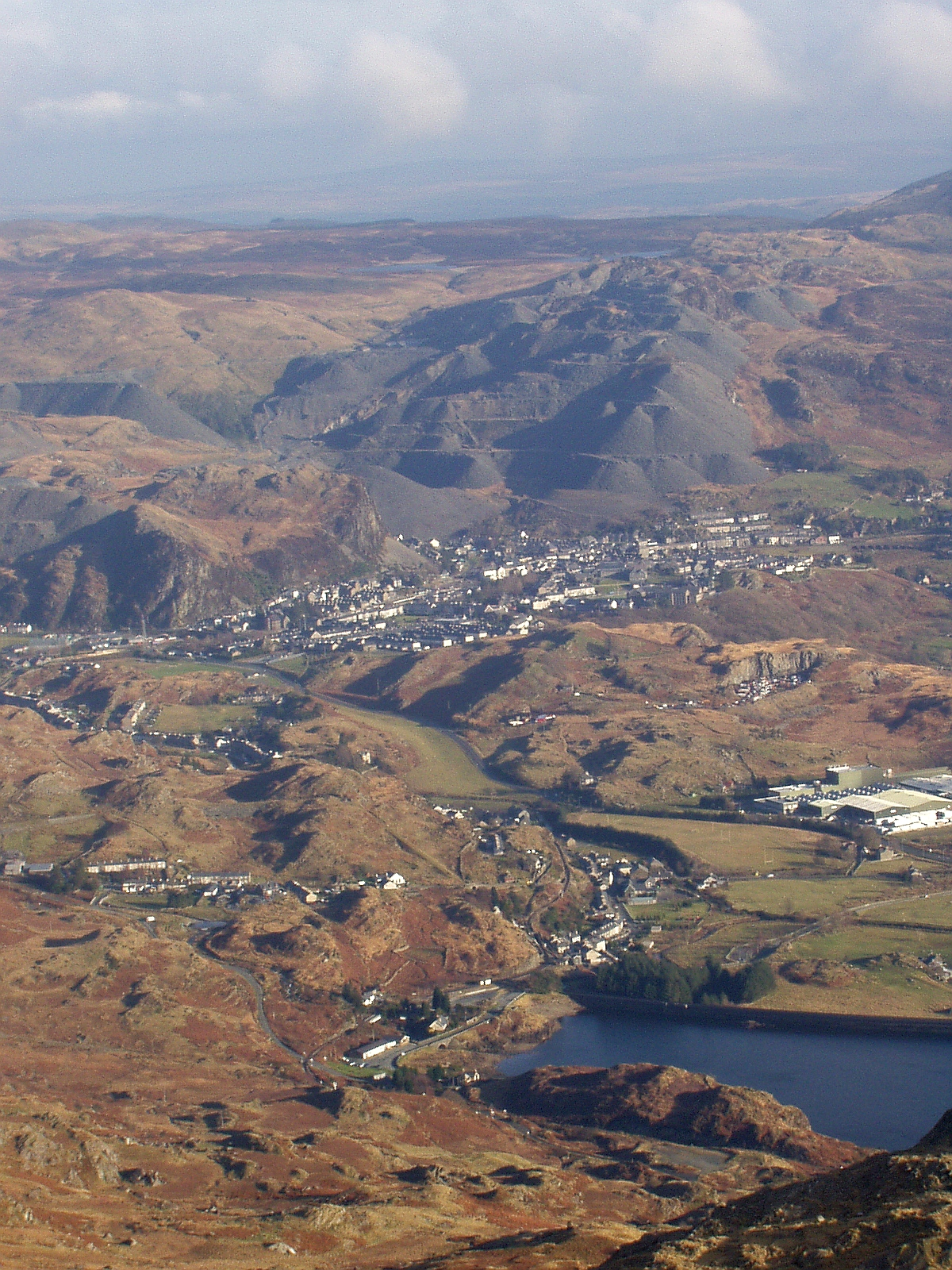
In Blaenau Ffestiniog lebte Powys bis zu seinem Tod

Im August 1933 begann er mit seiner über 700 Seiten umfassenden Autobiografie, die er im Mai 1934 vollendete. Er schrieb über das Werk in einem Brief an seine Schwester Marian: „Sie folgt einem höchst eigenartigen Prinzip: es werden keinerlei Frauen darin vorkommen – nicht einmal meine Mutter. […] Das Buch wird sich auch nicht sehr eingehend mit Männern oder Knaben befassen, und wen ich darin erwähne, wird von dem, was ich sagen werde, nur erfreut sein. […] Auch über mich selbst wird nicht sehr viel darin stehen – außer insofern sich meine Erfahrungen, Empfindungen, Gedanken, Gefühle, Zwischentöne, Sünden, Laster, Schwächen, Manien, Bekehrungen, Bücher, Orte, Bilder, Szenen, Umgebungen für eine Art faustische Pilgerfahrt der Seele – oder eine Art goethesche Pilgerfahrt zur Stadt Gottes – eignen! […] Das Buch […] wird jedoch amüsant zu lesen sein, gar nicht gespreizt und ermüdend idealistisch – davor brauchst Du keine Angst zu haben.“
Nach Vollendung seiner Autobiografie kehrte er mit Phyllis Playter nach England zurück, wo er sich allerdings nur für kurze Zeit niederließ. 1935 zog er nach Corwen in Wales, wo er 1936 auf dem Eisteddfod in einer druidischen Zeremonie zum Barden ernannt wurde. Die letzten 9 Jahre seines Lebens bis zu seinem Tod 1963 verbrachte er mit seiner Lebensgefährtin in Blaenau Ffestiniog. Seine Asche wurde auf dem Meer vor der englischen Südküste verstreut.
Powys’ Romane Wolf Solent, A Glastonbury Romance und Porius gehören zu den monumentalen Werken der Moderne und stehen in einer Reihe mit dem Ulysses von James Joyce, Robert Musils Der Mann ohne Eigenschaften oder Marcel Prousts Auf der Suche nach der verlorenen Zeit.  Für Hermann Hesse war Wolf Solent „ein ungefügter Brocken Genialität“. Und George Steiner sah in ihm einen Kritiker „der technologischen Massenkonsumgesellschaft, der in jeder Hinsicht prophetisch ist“ und zugleich einen der bedeutendsten religiösen Romanciers der englischen Literatur nach Herman Melville; andere sehen ihn als Atheisten oder naturschwärmerischen Pantheisten mit „ozeanischen Gefühlen“.

## Auszeichnungen
Hans Henny Jahnn verlieh ihm 1957 die Plakette der Hamburger Akademie der Künste als einzigen Literaturpreis, den er je erhielt.

## Werke
Autobiographisches
- Confessions of Two Brothers. Browne, London 1982, ISBN 0-86300-004-5 (Nachdr. d. Ausg. New York 1916).
- Autobiographie. („Autobiography.“) Verlag P. Kirchheim, München 1992, ISBN 3-87410-020-0.
- Die Tagebücher 1929–1939. („Petrushka and the Dancer. The Diaries of John Cowper Powys 1929–1939.“) Residenz Verlag, Salzburg und Wien 1997, ISBN 3-7017-1040-6 (Hrsg. Morine Krissdóttir; aus dem Engl. von Henning Ahrens; limitierte Auflage. von 1000 nummerierten Exemplaren).

Briefe
- Letters from John Cowper Powys to C. Benson Roberts. Village Press, London 1975.
- Letters from John Cowper Powys to Glyn Hughes. Woolf Press, London 1994, ISBN 0-900821-79-5.
- Janet Fouli (Hrsg.): Letters of John Cowper Powys and Dorothy Richardson. Woolf Press, London 2008, ISBN 978-1-897967-27-0.
- Letters of John Cowper Powys to Louis Wilkinson 1935–1956. Macdonald, London 1958.

Lyrik
- Poems. Village Press, London 1975, ISBN 0-904247-76-7 (Nachdr. d. Ausg. London 1899).
- Wolf’s-Bane. Rhymes. Village Press, London 1975 (Nachdr. d. Ausg. New York 1916).
- Mandragora. Poems. Village Press, London 1975, ISBN 0-904247-79-1 (Nachdr. d. Ausg. London 1917).
- Samphire. Village Press, London 1975, ISBN 0-904247-80-5 (Nachdr. d. Ausg. London 1922).
- Lucifer. A poem. Village Press, London 1974 (Nachdr. d. Ausg. London 1956).

Prosa
- Wood and Stone. A romance. Village Press, London 1974 (Nachdr. d. Ausg. London 1915).
- Rodmoor. A romance. Macdonald, London 1974, ISBN 0-356-04532-3 (Nachdr. d. Ausg. London 1916).
- The Complex Vision. Village Press, London 1975 (Nachdr. d. Ausg. New York 1920).
- Ducdame. Faber & Faber, London 2009, ISBN 978-0-571-24214-6 (Nachdr. d. Ausg. New York 1925).
- Wolf Solent. („Wolf Solent“) Hanser Verlag, München 2003, ISBN 3-446-19817-2 (Nachdr. d. Ausg. Frankfurt am Main 1999).
- Glastonbury Romance. („A Glastonbury Romance“) Verlag Zweitausendeins, Frankfurt am Main 2000, ISBN 3-86150-258-5 (Nachdr. d. Ausg., München 1998).
- Der Strand von Weymouth. („Weymouth Sands“) Verlag Zweitausendeins, Frankfurt am Main 2001, ISBN 3-446-19776-1 (Nachdr. d. Ausg. München 1999).
- Owen Glendower. A historical novel. Walcot Books, Charlbury 2002, ISBN 0-9538442-0-X (Nachdr. d. Ausg. New York 1940).
- Mortal Strife. Village Press, London 1974, ISBN 0-904247-37-6 (Nachdr. d. Ausg. London 1941).
- Porius. A novel. Overlook Duckworth, New York 2007, ISBN 978-1-58567-995-9 (Nachdr. d. Ausg. New York 1951).
- The Inmates. Village Press, London 1974, ISBN 0-904247-49-X (Nachdr. d. Ausg. London 1952).
- Atlantis. Chivers Press, Bath 1973 (Nachdr. d. Ausg. London 1954).
- The Brazen Head. Picador Books, London 1978 (Nachdr. d. Ausg. London 1956).
- Up and Out. A novel. Village Press, London 1974, ISBN 0-904247-28-7 (Nachdr. d. Ausg. New York 1957; Inhalt: Up and out und The mountain of the moon).

Sachbücher und philosophische Schriften
- Suspended Judgements. Essays on books and sensations. Village Press, London 1975 (zusammen  mit Llewelyn Powys; Nachr. d. Ausg. New York 1916).
- Visions and Revisions. A book of literary devotions. Village Press, London 1974 (Nachdr. d. Ausg. New York 1915).
- Psychoanalysis and Morality. Village Press, London 1975, ISBN 0-904247-56-2 (Nachdr. d. Ausg. San Francisco 1923).
- The Religion of a Sceptic. Village Press, London 1975, ISBN 0-904247-57-0 (Nachdr. d. Ausg. London 1925).
- Kultur als Lebenskunst. („The Meaning of Culture“) Verlag Zweitausendeins, Frankfurt am Main 2001, ISBN 3-86150-403-0 (Nachdr, d, Ausg,. München 1999).
- Die Verteidigung der Sinnlichkeit. („In Defence of Sensuality“) Verlag Zweitausendeins, Frankfurt am Main 2001, ISBN 3-86150-354-9.
- Dorothy M. Richardson. Village Press, London 1974 (Nachdr. d. Ausg. London 1931).
- A Philosophy of Solitude. Village Press, London 1974 (Nachdr. d. Ausg. London 1933).
- Die Kunst des Glücklichseins. („The Art of Happiness“) Verlag Zweitausendeins, Frankfurt am Main 2002, ISBN 3-86150-355-7.
- Maiden Castle. Overlook Press, Woodstock, N. Y. 2001, ISBN 1-58567-115-0 (Nachdr. d. Ausg. New York 1936).
- Die Philosophie des Trotzdem. („In Spite Of“) Verlag Zweitausendeins, Frankfurt am Main 2001, ISBN 3-86150-402-2.
- Morwyn. The vengeance of god. Sphere Books, London 1977, ISBN 0-7221-6980-9 (Nachdr. d. Ausg. London 1937).
- The Pleasures of Literature. Village Press, London 1975 (früherer Titel Enjoyment of literature).
- Dostoievsky. Village Press, London 1974. (Nachdr. d. Ausg. London 1946).
- Rabelais. His life, the story told by him. Village Press, London 1974 (Nachdr. d. Ausg. New York 1947).
- Die Kunst des Älterwerdens. („The Art of Growing Old“) Verlag Zweitausendeins, Frankfurt am Main 2002, ISBN 3-86150-356-5.
- Homer and Aether. Macdonald, London 1959.
- 100 beste Bücher. („100 best books“) Ammann Verlag, Zürich 1986, ISBN 3-250-01061-8 (Hrsg. und Übers. Werner Morlang; mit einem Essay von Elmar Schenkel und einem Gespräch mit Peter Bichsel).